# Röda fyrkantsnebulosan
Röda fyrkantsnebulosan är ett astronomiskt objekt som ligger i det område av himlen som upptas av stjärnan MWC 922 i stjärnbilden Ormen. De första bilderna av denna bipolära nebulosa, tagna med Palomarobservatoriets Haleteleskop i Kalifornien, släpptes i april 2007. Den är anmärkningsvärd genom sin kvadratiska form, som enligt astrofysikern Peter Tuthill vid University of Sydney gör den till en av de mycket få helt symmetriska astronomiska objekt som avbildats.
Förklaringen som föreslås av Tuthill och hans medarbetare James Lloyd från Cornell University är att den kvadratiska formen uppstår via två konformer placerade spets mot spets, sett från sidan. Detta förklarar också "dubbelring"-strukturen som ses i SN 1987A.
En serie svaga ekrar strålar ut från mitten av strukturen. En möjlig förklaring är att dessa ekrar är skuggor som kastas av periodiska krusningar eller vågor på ytan av en inre skiva nära den centrala stjärnan.
Det finns ingen tydlig förklaring till hur den centrala stjärnan kunde producera nebulosans form:
Mot slutet av dess liv kastar många lågmassestjärnor, som solen, av sitt yttre lager för att producera slående "planetära" nebulosor. Men den heta stjärnan i centrum av Röda fyrkantsnebulosan, kallad MWC 922, verkar vara relativt massiv; detta tyder på att en annan process bildade dess signaturform. "Hur bildades all denna vackra, skarpa struktur?" frågar sig Peter Tuthill vid University of Sydney i Australien. "Det är en tusenkronorsfråga."